# بيانات ثنائية
البيانات الثنائية أو (بالانجليزية: Binary data) هي البيانات التي يمكن ان تاخذ احتمالين ممكننين فقط. وهما الصفر 0 أو الواحد 1 وفقا لنظام العد الثنائيو الجبر البولياني وتتضح أشكال وتفسيرات البيانات الثنائية في مختلف المجالات التقنية والعلمية، ويمكن تسمية هذه الوحدة ذات القيمة الثانية:
- تسمى على انها بتفي مجال علوم الحاسوب.
- تسمى قيمة الحقيقة في مجال المنطق رياضي.
- وتسمى المتغيرات الثنائية في مجال الاحصاء.

## في مجال الرياضيات والأسس التوافقية

هاس دايجرام: تمثيل الجبر البواياني كرسم بياني موجي

يمكن أن يأخذ المتغير المنفصل حالة واحدة فقط تحتوي على صفر المعلومات، و 2 هو العدد الطبيعي التالي بعد 1. هذا هو السبب في بت، متغير من قيمتان اثنين فقط من القيم الممكنة، هو وحدة أساسية قياسية من المعلومات.
مجموعة من n بت قد يكون 2n الاحتمالات وويتوقف عدد الاحتمالات التي توجد فيها مجموعة من المتغيرات المنفصلة على الدالة الأسية عدد المتغيرات وليس فقط على مرفوع اس من احتمال عدد المتغيرات عشرة بتات لديها أكثر (1024) احتمال من ثلاثة أرقام عشرية (1000)
10k بت هي أكثر من كافية لتمثيل المعلومات (عدد أو أي شيء آخر) التي تتطلب 3K الأرقام العشرية، لذلك المعلومات الواردة في متغيرات منفصلة مع 3، 4، 5، 6، 7، 8، 9، 10 ... يمكن أن تكون الدول من أي وقت مضى يحل محلها تخصيص اثنين أو ثلاثة أو أربع مرات أكثر بت. لذلك، فإن استخدام أي عدد صغير أخرى من 2 لا توفر ميزة.
وعلاوة على ذلك، يوفر الجبر المنطقي بنية رياضية مريحة لجمع البتات، مع الدلالي لمجموعة من المتغيرات المقترحة. وتعرف عمليات الجبر المنطقية ب «عمليات الذبذبات» في علم الحاسوب. والدوال المنطقية هي أيضا مدروسة نظريا وسهولة التنفيذ، إما مع برامج الكمبيوتر أو بوابات منطقية سميت في الإلكترونيات الرقمية. وهذا يسهم في استخدام البتات لتمثيل بيانات مختلفة، حتى تلك التي في الأصل ليست ثنائية.

## في مجال الإحصاء
في الإحصاءات، البيانات الثنائية هي نوع البيانات الإحصائية التي وصفها المتغيرات الثنائية، والتي يمكن أن تأخذ سوى اثنين من القيم المحتملة. البيانات الثنائية تمثل نتائج التجارب برنولي التجارب الإحصائية مع اثنين فقط من النتائج المحتملة. وهو نوع من البيانات الفئوية، والتي تمثل بشكل عام التجارب مع عدد ثابت من النتائج المحتملة. وتعتبر القيمتان في المتغير الثنائي، على الرغم من كونهما مرقمتين رقميا ورقم 1، عموما على مقياس اسمي، مما يعني أنها تمثل قيم مختلفة نوعيا لا يمكن مقارنتها عدديا. في هذا الصدد، أيضا، البيانات الثنائية تشبه البيانات الفئوية ولكن متميزة من بيانات العد أو أنواع أخرى من البيانات الرقمية. في كثير من الأحيان، يتم استخدام البيانات الثنائية لتمثيل واحد من قيمتين معترضتين نظريا، على سبيل المثال.
- نتيجة التجربة («النجاح» أو «الفشل»)
- الرد على نعم - لا سؤال («نعم» أو «لا»)
- وجود أو غياب بعض الميزة («موجود» أو «غير موجود»)
- الحقيقة أو الغير حقيقة من الاقتراح («صحيحة» أو «غير صحيحة»)

ومع ذلك، فإنه يمكن أيضا أن تستخدم للبيانات التي يفترض أن يكون اثنين فقط من القيم المحتملة، حتى لو لم تكن معارضة من الناحية النظرية أو مفاهيميا تمثل جميع القيم الممكنة في الفضاء. على سبيل المثال، غالبا ما تستخدم البيانات الثنائية لتمثيل خيارات الحزب من الناخبين في الانتخابات في الولايات المتحدة، أي الحزب الجمهوريالحزب الجمهوري
```
أو الحزب الديموقراطي،
الحزب الديموقراطي
```

. في هذه الحالة، ليس هناك سبب متأصل في وجود حزبين سياسيين فقط، بل هناك أطراف أخرى موجودة في الولايات المتحدة، لكنها صغيرة جدا بحيث يتم تجاهلها بشكل عام. ويطلق على نمذجة البيانات المستمرة (أو البيانات الفئوية من 2 فئات) كمتغير ثنائي لأغراض التحليل الثنائي (خلق ثنائي). وكما هو الحال في جميع الاختلافات، فإنه ينطوي على خطأ في التحفظ، ولكن الهدف هو تعلم شيء قيمة على الرغم من الخطأ (التعامل معها على أنها لا تذكر بالنسبة للغرض في متناول اليد، ولكن تذكر أنه لا يمكن افتراض أن لا تذكر في العام).
يتم توزيع المتغيرات الثنائية التي هي متغيرات عشوائية وفقا لتوزيع برنولي. ويتم تحليل الانحدارتحليل الانحدار
```
على النتائج المتوقعة التي هي المتغيرات الثنائية من خلال 
انحدار لوجستي
، الانحدار بروبيت 
```

## في علم الحاسوب

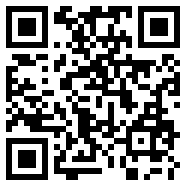
صورة ثنائية لرمز الاستجابة السريعة، والتي تمثل 1 بت لكل بكسل، بدلا من صورة لونية حقيقية 24 بت..

في علوم الكمبيوتر الحديثة، تشير البيانات الثنائية إلى أي بيانات ممثلة في شكل ثنائي بدلا من تفسيرها على مستوى أعلى أو صورة معدلة يسهل فهم البيانات بها. في أدنى مستوى، يتم تخزين البتات في جهاز بيستابل مثل قلاب (إلكترونيات) في حين أن معظم البيانات الثنائية لها رمز. تتطابق بعض البيانات الثنائية مع مجموعة التعليمات مثل البيانات الموجودة في سجل المعالج التي يتم فك تشفيرها بواسطة وحدة التحكم على طول دورة الامر داخل وحدة التحكم. نادرا ما تقوم أجهزة الكمبيوتر بتعديل البتات الفردية لأسباب تتعلق بالأداء. بدلا من ذلك، يتم تجميع البيانات في مجموعات من عداد ثابتة من البتات، عادة 1 بايت (8 بت). وبالتالي، «البيانات الثنائية» في أجهزة الكمبيوتر هي في الواقع تسلسل البايتات. على مستوى أعلى، يتم الوصول إلى البيانات في مجموعات من كلمة واحدة (4 بايت) لأنظمة 32 بت أو كلمتين في لأنظمة 64 بت.
```
وفي التطبيق 
علم الحاسوب
 وفي 
مجال تكنولوجيا المعلومات
، غالبا ما يعارض مصطلح البيانات الثنائية على وجه التحديد البيانات المستندة إلى النصوص، مع الإشارة إلى أي نوع من البيانات لا يمكن تفسيره على أنه نص. وبمقارنة «النصي» مقابل «الثنائي» أحيانا إلى المحتوى الدلالي للملف (على سبيل المثال، مستند مكتوب مقابل 
صورة رقمية
). ومع ذلك، فإنه غالبا ما يشير على وجه التحديد إلى ما إذا كان بايت الفردية من ملف يمكن تفسيرها كنص (انظر 
ترميز الأحرف
) أو لا يمكن تفسير ذلك. تستخدم المصطلحات الثنائية الشكل والنص بشكل أكثر تحديدا. تجدر الإشارة إلى أنه يمكن تمثيل البيانات النصية بشكل ثنائي في التنسيق الثنائي (على سبيل المثال عند ضغطها أو بتنسيقات معينة تتداخل بين أنواع مختلفة من شفرات التنسيق، كما هو الحال في تنسيق دوك المستخدم من قبل 
ميكروسوفت وورد
)؛ على العكس من ذلك، يتم تمثيل بيانات الصورة أحيانا في تنسيق نصي
```